# Jazente
Jazente ist eine Gemeinde im Nordwesten Portugals.
Jazente gehört zum Kreis Amarante im Distrikt Porto, besitzt eine Fläche von 3,4 km² und hat 517 Einwohner (Stand 19. April 2021).